# Benjamin Edward Woolf
Pour les articles homonymes, voir Woolf.
Benjamin E. Woolf, né le 16 février 1836 à Londres et mort le 7 février 1901 à Boston, est un violoniste, compositeur, dramaturge et journaliste américain d'origine britannique. Ses œuvres les plus connues sont les opéras comiques (en) The Mighty Dollar et Westward Ho.

## Biographie
Benjamin Wolf, né le 16 février 1836 à Londres, en Angleterre, est le premier des dix enfants élevés par Edward et Sarah Woolf[réf. nécessaire]. À la fin des années 1830, la famille de Woolf immigre en Amérique, où son père, un ancien chef d'orchestre au Pavilion Theatre de Londres, dirige des orchestres à Mobile en Louisiane, à Saint-Louis, dans le Missouri, et à Philadelphie en Pennsylvanie. En 1841, la famille de Woolf s'installe à New York où son père devient un chef d'orchestre renommé, artiste, nouvelliste et humoriste. Woolf s'entraîne grâce au violon de son père et acquiert de l'expérience pratique en exerçant dans des orchestres de théâtre.
Plus tard, il devient premier violon sous la direction de Julius Eichberg (en) au Boston Museum (en) à Boston, dans le Massachusetts. Woolf et Eichberg collaborent pour l'opéra-comique Doctor of Alcantara, qui est d'abord produit au Boston Museum en 1879. Pendant une courte période, il quitte Boston pour diriger plusieurs orchestres en Philadelphie et en Nouvelle-Orléans, mais revient en 1871 et accepte un poste d'éditeur de musique pour le Boston Saturday Evening Gazette.
Woolf travaille pour ce journal pendant vingt-trois ans, où il est finalement élevé au rang de rédacteur en chef. En 1894, il quitte le journal et prend en charge le bureau de la musique au Boston Herald, une position qu'il conserve le reste de sa vie.